# Timur Vermes
Pour les articles homonymes, voir Timur (homonymie) et Vermes (homonymie).
Timur Vermes (né en 1967 à Nuremberg) est un écrivain allemand d'origine hongroise par son père.

## Biographie
Son père a fui la Hongrie en 1956 après la répression communiste qui suit l'insurrection de Budapest. Après le lycée, il étudie l'histoire et la politique à Erlangen. Depuis lors, il a travaillé comme journaliste pour différents tabloïds comme le Münchner Abendzeitung ou le Kölner Express et pour divers magazines.
Ancien nègre littéraire, son premier roman, Il est de retour (Er ist wieder da),  qui s'est vendu à plus d'un million d'exemplaires en Allemagne est une satire sur Adolf Hitler et l'Allemagne du XXIe siècle. La version anglaise Look Who's Back, est publiée par MacLehose Press en avril 2014. Constantin Film achète les droits pour adapter le roman au cinéma.
Il sort par ailleurs en 2018 'die Hungrigen und die Satten' publié par Eichborn Verlag in der Bastei LübbeAG, Köln.